# 陸之駿
陸之駿（1966年3月2日—2021年8月24日），馬來西亞華人，祖籍廣東新會，出生於馬來西亞森美蘭州芙蓉市，僑居台灣專欄作家，長期居住台灣，自稱無政府主義者，民進黨支持者，早年為民進黨主席許信良助理。中年後長期寫文為民進黨政策辯護，對中華民國總統蔡英文非常稱許，認為1992年改革以來的總統，蔡英文有三件事是了不起的。

## 經歷
財團法人新興民族文教基金會副執行長、台灣兩岸農業交流協會副執行長，任內逝世。
曾任《台灣公論報》社長、台灣精緻農業發展協會副執行長、《自立晚報》總主筆、《民進周刊》總主筆、《春風詩刊》《夏潮》《前方》及創造出版社編輯等職。

## 死亡
2021年8月24日因身體不適緊急送醫，於到院前死亡。因死前剛接受過高端2019冠狀病毒病疫苗之注射，事件備受關注。经法醫解剖檢驗後，於8月26日報告死因為主動脈根出現剝離及破裂，引發心包填塞，導致休克猝死。

## 著作
- 《不等》，釀出版社，2016年，台灣。
- 《飲食隨筆》，秀威資訊，2017年，台灣。

## 家人
陸之駿育一子一女，生前居住於中華民國桃園市，父親陸景華是1950年代第一批獲得美援而來台求學的馬來西亞僑生，當年還受到蔣介石親自接見，自臺灣省立師範學院畢業後，便回到馬來西亞，之後當上波德申中華中學的校長。